# 刘黎敏
刘黎敏（1976年3月27日—），是中国女子游泳运动员。

## 生平
她在1996年亚特兰大夏季奥林匹克运动会中，参加了女子游泳比赛并获得100米蝶泳银牌。

## 外部連結
- 刘黎敏在国际奥林匹克委员会的资料